# Irving Widmer Bailey
Irving Widmer Bailey, född 15 augusti 1884, död 16 maj 1967, var en amerikansk botaniker. 
Bailey var 1954–1963 professor i växtanatomi vid Harvard University i Cambridge, Massachusetts. Han invaldes 1950 som utländsk ledamot av svenska Vetenskapsakademien.